# 黑林鸽
黑林鸽为鸠鸽科鸽属的鸟类，俗名黑果鸽、鸦鸽。分布于日本南部岛屿、南抵琉球群岛、硫黄群岛、小笠原群岛以及中国大陆的山东等地，多栖息于多林小岛上的稠密常绿林间。该物种的模式产地在日本。

## 描述
東亞地區最大的鳩鴿科鳥類，長度在37至40 cm（15至16英寸）之間，有時可達43.5 cm（17.1英寸）。頭部略小。至少有三個亞種（Columba janthina），其羽色略有差異。
外觀看起來很黑，頭很小，脖子和尾巴很長。總體上，身體呈煙灰黑色，頭頂，肩部和頸部兩側呈虹彩綠色或紫色。虹膜為棕色，腿為紅色，尾巴較長。全身覆蓋著閃亮的黑色羽毛。不起眼的羽毛主要是黑色的，頭頂和臀部呈明亮的金屬紫色。背部和胸部具有略帶綠色的紫色金屬光澤。
喙長、窄而暗淡，為帶有綠色的藍色。喙的尖端是象牙白色至淡黃色。喙上的肉質覆蓋物（蠟膜）很小。
該物種雌雄外觀相似，但幼鳥通常體色較灰暗，有或多或少的淺黃色頸斑。成鳥跗蹠是紅色的，幼鳥則為灰白色。飛行中看起來像烏鴉，翅膀很大，尾巴略呈扇形。

## 分佈
黑林鸽主要分佈在中國東海的小島上，包括琉球群島，硫磺島和小笠原群島。儘管相比以往，數量和分佈範圍都变得更小，但目前仍黑林鸽分佈于约15個島嶼上。
在韓國，黑林鸽主要在南海岸外的小島上分佈並築巢，包括鬱陵島，濟州道和南部海岸的某些地區。在俄羅斯東部，中國山東和台灣皆有迷鳥記錄。
黑林鸽在日本分佈不普遍，只侷限於少數地方。主要分佈在本州、四國和九州南方小島上，往南包括琉球群島的南精朔島，到八重山群島、伊豆群島以及小笠原群島和硫磺群島。
儘管黑林鸽在伊豆群島上仍然比較常見，但相比1950年代已顯著減少。在沖繩，則因1980年代開始的林業活動，明顯造成黑林鸽數量降低。在小笠原群島和硫磺島上出現的亞種“Columba janthina nitens”則非常罕見。

## 亚种
- 黑林鸽指名亚种（学名：Columba janthina janthina）。分布于日本、琉球群岛以及中国大陆的山东等地。该物种的模式产地在日本。[3]

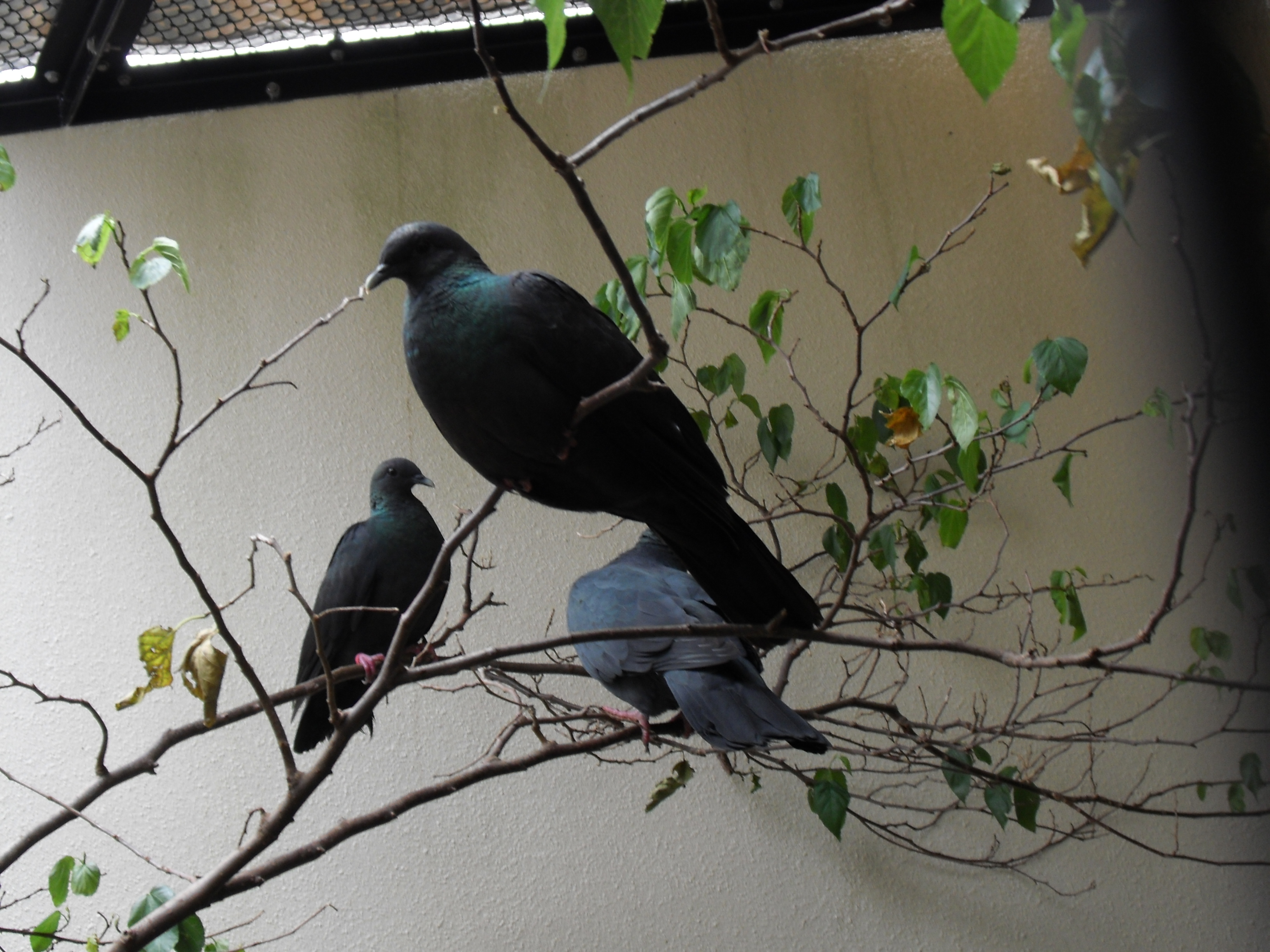